# 叶麻麦

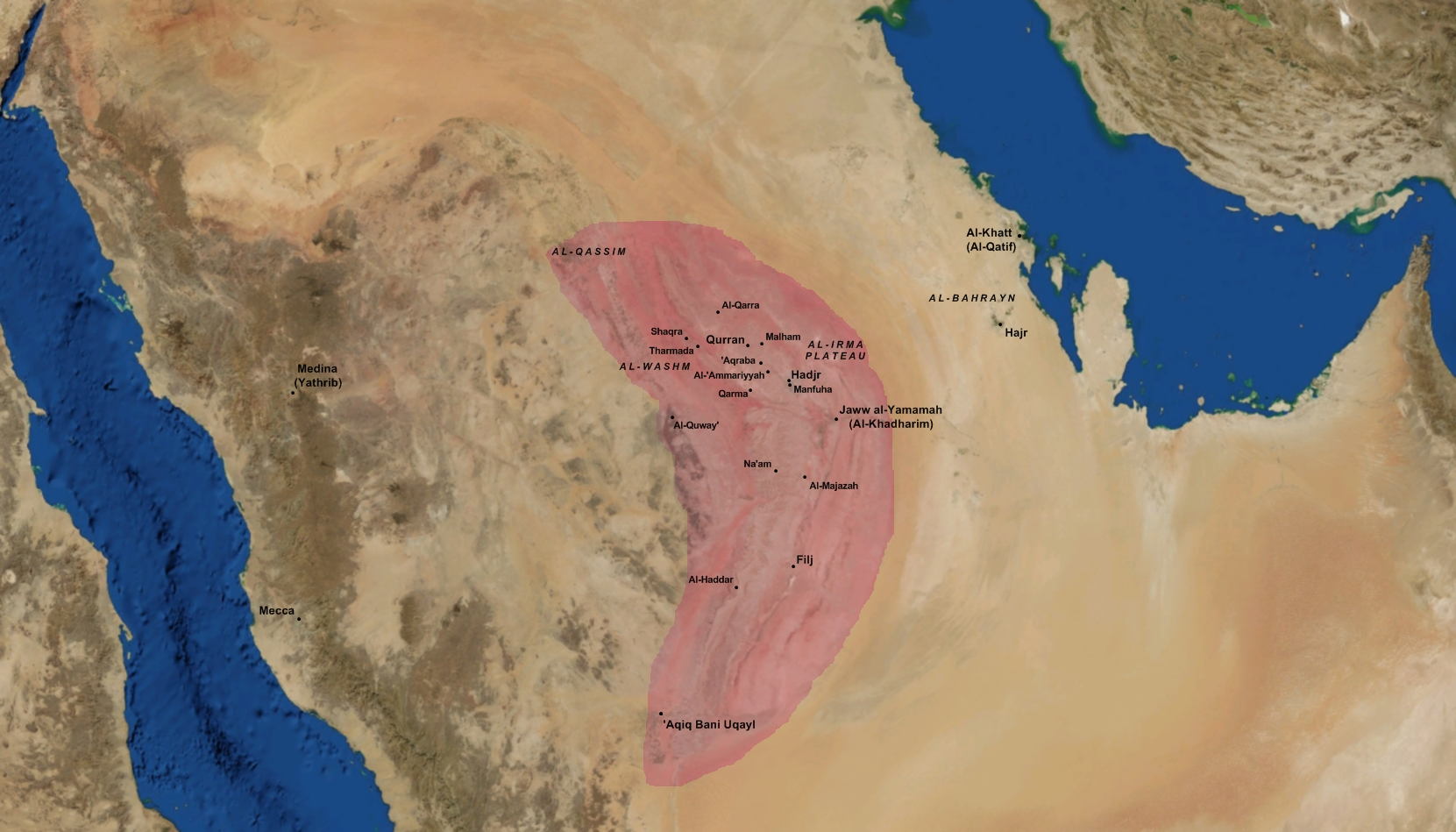
如雅谷特（13世紀）與哈姆丹尼（10世紀）所言，此圖顯示叶麻麦地區的全盛時期的勢力範圍，涵蓋了某些蒙昧時代與伊斯蘭早期的強大部落。

叶麻麦（阿拉伯语：اليمامة；「鴿子」的意思，或譯葉麻默）位於今日沙烏地阿拉伯的內志高原的東部，也是已經滅亡的喬·叶麻麦（Jaww Al-Yamamah）古村落的範圍，靠近海尔季。海尔季地區除了叶麻麦，其他區域都稱作海尔季。叶麻麦中部只有少數國家興起，但它們在伊斯蘭早期佔有一席之地，因為它們在穆罕默德逝世後立即成為里达战争的舞台。亞瑪瑪在最近幾個世紀以來也指同樣古老的「內志」，其包含的範圍更大。不過，亞瑪瑪也是個充滿鄉愁的歷史名詞，常被用來強調它與古代的聯結。目前沙烏地阿拉伯的首都是利雅德，以叶麻麦宮殿的美稱名聞遐邇。